# De Goedheid
De Goedheid is een voormalig waterschap in de provincie Groningen.
Het waterschap lag ten zuiden van het Eemskanaal, tussen de Groeve en de Woldweg. De noordgrens lag op ongeveer 250 m van het Eemskanaal, de zuidgrens op ongeveer 850 m. De molen van de polder sloeg uit op de Groeve. De polder behoorde tot het Dorpsterzijlvest, maar waterde uit in de boezem van het Woldzijlvest. Vanaf 1871 viel het onder het waterschap Duurswold. Het gebied waterde oorspronkelijk via de Bolhamstersloot en de Buxzijl af op de Groeve.
De molen 'De houten wieg' kwam in de plaats van de molen van landbouwer Harm Julles Kuipke, die ten oosten van de Scharreweersterweg stond. De vergunning dateert uit 1849, de molen werd gebouwd in 1850. Het betrof een spinnenkopmolen met schroef. Tussen 1913 en 1916 is hij afgebroken.
Waterstaatkundig gezien ligt het gebied sinds 2000 binnen dat van het waterschap Hunze en Aa's.